# زاویه تابش
در اپتیک هندسی، به زاویهٔ بین پرتوی تابیده شده به سطح و خط عمود بر سطح (نرمال)، در نقطه برخورد پرتو به سطح، زاویه تابش یا زاویه پرتو فرودی (به انگلیسی: Angle of incidence) گفته می‌شود.

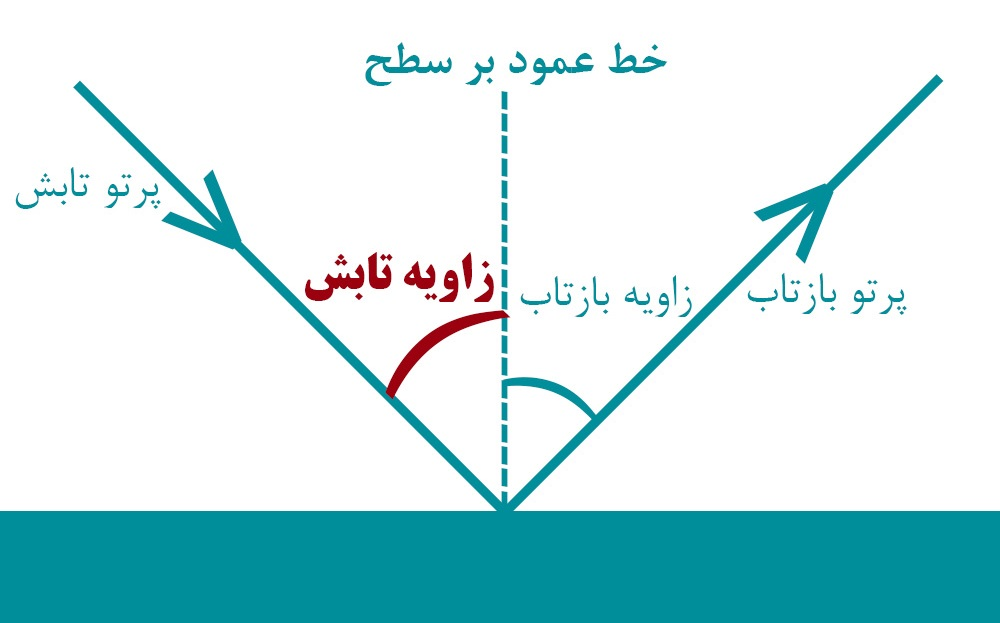
نhghghشان دهنده پرتو تابش، زاویه تابش، خط عمود بر سطح، پرتو بازتاب و زاویه بازتاب در برخورد پرتو به یک سطح تخت بازتابنده

بر اساس اصول اپتیک هندسی در بازتاب پرتو از یک سطح بازتابنده (به عنوان مثال آینه) پرتو تابش:
- پرتو بازتاب و خط عمود بر سطح هر سه باید در یک صفحه قرار داشته باشند، لذا اندازهٔ زاویه تابش کمینه حالت ۰ درجه (عمود بر سطح) و در بیشینه حالت ۹۰ درجه (مماس با سطح) می‌باشد.
- زاویه تابش با زاویه بازتاب همواره برابر است.[۱][۲]

## اهمیت زاویه تابش
زاویه پرتو تابش در هنگام بررسی و مطالعهٔ پدیده‌های بازتاب، عبور، شکست، تداخل و پراش و همچنین در بررسی ابزارهای اپتیکی گوناگون همچون عدسی، آینه، لایه نازک و… مهم است. به عنوان مثال، زاویه تابش در هنگام تابش پرتو به سطح جدایی دو محیط، با ضرایب شکست متفاوت می‌تواند تعیین کنندهٔ عبور، بازتاب کلی یا انتشار پرتو در سطح جدایی دو محیط باشد.
در این حالت وقتی که پرتو تابش از محیط با ضریب شکست بیشتر به محیط با ضریب شکست کمتر (از محیط غلیظ به رقیق) می‌تابد، زاویه ای با عنوان زاویهٔ حد تعریف می‌شود و با توجه به اندازه زاویه تابش یکی از سه حالت زیر رخ می‌دهد.

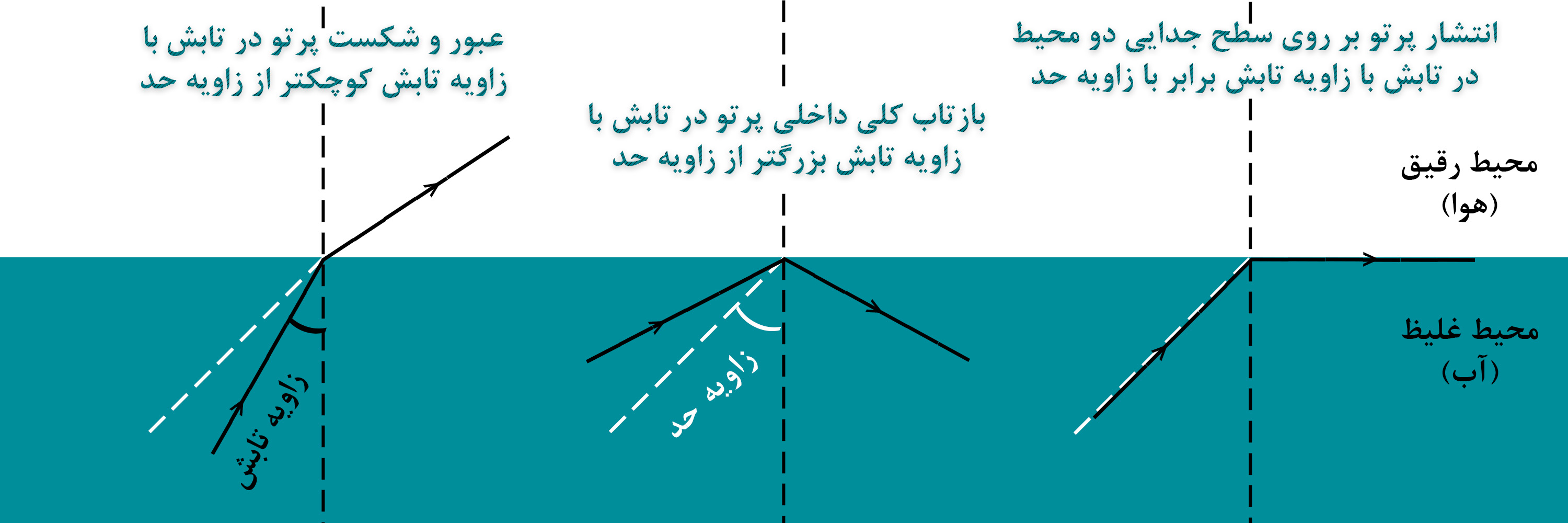
نشان‌دهنده حالت‌های مختلف انتشار پرتو تابش از محیط غلیظ به محیط رقیق و رابطهٔ میان زاویه تابش و زاویه حد

حالت اول - اگر زاویه تابش کوچک‌تر از زاویه حد باشد پرتو از سطح جدایی دو محیط عبور کرده و شکسته می‌شود.
حالت دوم - اگر زاویه تابش بزرگ‌تر از زاویه حد باشد پرتو در درون همان محیط بازتاب می‌شود که به آن بازتاب کلی داخلی گفته می‌شود و همین پدیده اساس انتقال نور در داخل فیبرهای نوری می‌باشد.
حالت سوم - اگر زاویه تابش دقیقاً برابر با زاویه حد باشد پرتو نه بازتاب شده و نه عبور می‌کند بلکه بر روی سطح جدایی دو محیط انتشار می‌یابد.

## فهرست منابع
1. 1 2  پدروتی، فرانک. ال (۱۳۸۹). آشنایی با اپتیک. ترجمه محی الدین شیخ الاسلامی. مرکز نشر دانشگاهی. ص. ۵۲.
2. ↑  Sirohi. Rajpal Singh. (2016). Introduction to Optical Metrology. p. 2